# Зелін (Грифінський повіт)
Зелін (пол. Zielin) — село в Польщі, у гміні Мешковиці Грифінського повіту Західнопоморського воєводства.
Населення — 879 осіб (2011).

## Демографія
Демографічна структура станом на 31 березня 2011 року:
|          | Загалом | Допрацездатний вік | Працездатний вік | Постпрацездатний вік |
| -------- | ------- | ------------------ | ---------------- | -------------------- |
| Чоловіки | 451     | 124                | 295              | 32                   |
| Жінки    | 428     | 93                 | 255              | 80                   |
| Разом    | 879     | 217                | 550              | 112                  |